# John MacIsaac
John MacIsaac (* 6. Juni 1937) ist ein ehemaliger britischer Sprinter, der sich auf den 400-Meter-Lauf spezialisiert hatte.

## Sportleben
1958 wurde er bei den British Empire and Commonwealth Games in Cardiff Sechster über 440 Yards und schied mit der schottischen 4-mal-440-Yards-Stafette im Vorlauf aus. Einen Monat später siegte er bei den Leichtathletik-Europameisterschaften in Stockholm mit der britischen Mannschaft in der 4-mal-400-Meter-Staffel.
Seine persönlichen Bestzeit über 440 Yards von 47,48 s (47,22 s über 400 m) stellte er am 22. Juli 1958 in Cardiff auf.